# Dicranota trilobulata
Dicranota trilobulata är en tvåvingeart som beskrevs av Alexander 1958. Dicranota trilobulata ingår i släktet Dicranota och familjen hårögonharkrankar. Inga underarter finns listade i Catalogue of Life.